# نیروگاه زواره
نیروگاه سیکل ترکیبی زواره معروف به نیروگاه سیکل ترکیبی اصفهان ۲ (در شمال شرق استان اصفهان، در ۶ کیلومتری زواره، تأسیس ۱۹ خرداد ۱۳۹۰)، یکی از نیروگاه‌های ایران از نوع سیکل ترکیبی با ظرفیت تولید ۴۸۴ مگاوات است که شامل ۲ واحد گازی ۱۶۲ مگاواتی مدل V94.2 ورژن ۵ و ۱ واحد بخار ۱۶۰ مگاواتی در زمینی به مساحت ۵۰ هکتار است.
نیروگاه زواره، اولین نیروگاهی در ایران است که هم‌زمان هم واحد گازی و هم واحد بخاری آن احداث شده‌است. طبق طرح توسعه قرار است در آینده ظرفیت تولید این نیروگاه به حدود ۱۰۰۰ مگاوات برسد.
واحدهای گازی در خرداد ۱۳۹۰ وارد مدار و در شهریور ماه تجاری شدند.
این نیروگاه توسطبانک صادرات ایران احداث شده است. از حامیان دیگر این پروژه، وزارت نیرو، سازمان توانیر، سازمان توسعه برق ایران و شرکت برق منطقه‌ای اصفهان بوده‌اند.
مشاور و ناظر دوره احداث این نیروگاه شرکت مهندسین مشاور نیرو بوده است.

## مشخصات کلی نیروگاه زواره
شاخص‌ترین ویژگی این نیروگاه اجرای هم‌زمان واحد بخار با واحدهای گازی است و از جمله نیروگاه‌هایی به شمار می‌رود که به طور همزمان از راه سوخت و بخار، برق تولید می‌کند. همچنین این نیروگاه از سیستم خنک‌کننده ACC(Air Cool Condoncer برخوردار است.
سوخت اصلی این نیروگاه گاز طبیعی و سوخت پشتیبان گازوئیل است و ۲ مخزن ۲۰ هزار مترمکعبی برای ذخیره‌سازی گازوئیل وجود دارد. مقدار مصرف گاز در یک روز برای هر واحد گازی ۱ میلیون و ۲۰۰ هزار مترمکعب است.
برق تولیدی نیروگاه توسط چهار خط انتقال ۲۳۰ کیلوولت به شبکه برق کشور و پست ۲۳۰ کیلوولت زواره متصل و به شبکه سراسری وصل می‌شود.